# Erich Zeigner
Erich Zeigner (Erfurt, 1886. február 17. – Lipcse, 1949. április 5.) német politikus és egyetemi tanár. 1923. március 21. és október 29. között ő volt Szászország miniszterelnöke. Miután az 1923-as kommunista felkelés után nem volt hajlandó kapitulálni, a kancellár Gustav Stresemann ultimátumot adott neki, végül a weimari alkotmány 48. pontjának értelmében Friedrich Ebert került a helyére.